# Emil Rameis
Emil Rameis (Regau, 28 april 1904 – Linz, 22 april 1973) was een Oostenrijks componist, muziekpedagoog, dirigent, musicoloog en fluitist.

## Levensloop
Rameis speelde op 11-jarige leeftijd in de Stabs- und Bürgerkorpskapelle Vöcklabruck mee. Zijn grootse wens was het, in een militair muziekkorps mee te spelen. In 1923 werd hij lid van een militaire kapel in Linz, die toen onder leiding stond van Max Dornberger. Dornberger was niet alleen een goede kapelmeester, maar ook zijn belangrijkste mentor. Hij liet Rameis verschillende repetities dirigeren en ontdekte het talent als dirigent. Na 6 jaar moest hij afscheid nemen van de militaire kapel, omdat de toenmalige maximale diensttijd verstreken was. Zo werd hij in 1929 als fluitist lid bij het Linzer Landestheaterorchester. Vermoedelijk was hij in dit orkest gebleven, maar in 1952 werd hij kapelmeester van de Gendameriemusik Linz. Het eerste openluchtconcert op 16 mei 1953 voor het Landhaus Linz werd een groot succes. Hij bleef dirigent van dit orkest tot hij in 1969 met pensioen ging. 
Van 1945 tot 1960 was hij docent voor dwarsfluit aan het Anton Bruckner Konservatorium Linz en aan de Muziekschool in Steyr was hij docent voor harmonie. Tot zijn leerlingen behoorden onder anderen: Bruno Sulzbacher en Hans Gielge. Rameis richtte een muziekuitgeverij op, waar hij vooral zijn eigen werken publiceerde. Na zijn dood werd deze uitgeverij door de muziekuitgave J. Kliment in Wenen overgenomen. 
Rameis was bezig in de amateuristische muziekbeoefening als Landeskapellmeister des Oberösterreichischen Blasmusikverbandes van 1952 tot 1958 en als docent voor dirigenten binnen de federatie. 
Als musicoloog schreef hij boeken en vele artikelen voor dagbladen en vakbladen. 
De componist Rameis schreef werken voor harmonieorkest en koren.

## Composities

### Werken voor harmonieorkest
- 1953 Der G'schwinde, galop
- 1953 Festliches Präludium
- 1953 Tapfer und Treu, mars
- 1969 Austria-Amerika, concertmars
- 1973 Für Stadt und Land. mars
- 1973 Sechs religiöse Lieder für feierliche Anlässe
  1. Fronleichnamslied (Deinem Heiland...)
  2. Großer Gott, wir loben Dich
  3. Jesus Dir leb ich
  4. Segenlied (Heilig, heilig)
  5. Auf zum Schwur
  6. Pange linqua (Segenlied)
- Alleluja!
- Aurachtaler Ländler
- Aus der Hoamat, selectie
- Bauerndirndln-Walzer
- Crucifixus
- Der Heiland ist erstanden
- Die Linzer Buam, mars
- Die lustigen Innviertler, bayerische Polka
- Dona Nobis Pacem, treurmars
- Donautal-Marsch
- Drei Trauerlieder
  1. Der gute Kamerad
  2. Näher mein Gott zu dir
  3. Über den Sternen
- Fanfare
- Fesch und Schneidig, mars
- Finschtra Frau
- Foggensteiner-Marsch
- Frisch an's Werk
- Fünf religiöse Musikstücke für festliche Gelegenheiten
- Geleite durch die Welle
- Glorwürd'ge Königin
- Gruß aus der Steiermark, mars
- Gruß aus Wien
- Heil Machland
- Heimatsang im Bläserklang, selectie
- Herz-Jesu-Prozessionsmarsch, processiemars
- Hoamatland, mars
- In die Berg bin i gern, selectie
- Jesus, Jesus komm' zu mir
- Liebe und Wein
- Mein Alpenland
- Mignonette, ouverture
- Mit Herz und Hand für´s Hoamatland, liederenselectie
- O Christ, hie merk
- Pinsdorfer Marsch
- Requiem aeternam, treurmars
- Requiescat in pace, op. 12
- San Michele
- Stramm voran, mars, op. 13
- Unsere Alpensöhne
- Von meinen Bergen muss ich scheiden

### Werken voor koren
- Ein Lied mit harmonischem Klange, voor mannenkoor

### Kamermuziek
- Acht Weihnachtslieder zum Turmblasen (1), voor koperkwintet
  1. Stille Nacht, heilige Nacht
  2. O du fröhliche
  3. Weihnacht, wie bist du schön
  4. Ehre sei Gott in der Höhe
  5. Schlaf' wohl, du Himmelsknabe du
  6. Ihr Kinderlein kommet
  7. Still o Himmel
  8. Es ist ein Ros entsprungen
- Acht Weihnachtslieder zum Turmblasen (2), voor koperkwintet
  1. O Tannenbaum
  2. Leise rieselt der Schnee
  3. Vom Himmel hoch, da komm' ich her
  4. Alle Jahre wieder
  5. Zu Bethlehem geboren
  6. O du liebes Jesukind
  7. Gelobt seist du Herr Jesus Christ
  8. Auf, auf, gläub'ge Seelen

## Publicaties
- Die österreichische Militärmusik von ihren Anfängen bis zum Jahre 1918. Ergänzt u. bearb. v. Eugen Brixel. - Tutzing 1976. 208 S., 4 Bl. Abb. (Alta musica 2). ISBN 3-795-20174-8 ISBN 978-3-795-20174-6
- Letzter Kapellmeister der "Alten Hessen" - Gustav Mahr zum 100. Geburtstag. in: Linzer Volksblatt 1958. Nr. 271.